# 馬什菲爾德 (緬因州)
馬什菲爾德（英語：Marshfield）是一個位於美國緬因州華盛頓縣的鎮。

## 人口
根據2020年美國人口普查的數據，馬什菲爾德的面積為45.43平方千米，當中陸地面積為44.06平方千米，而水域面積為1.37平方千米。當地共有人口528人，而人口密度為每平方千米12人。